# Furry Lewis
Pour les articles homonymes, voir Lewis.
Walter« Furry » Lewis est un musicien américain de country blues, né le 6 mars 1893 à Greenwood et mort le 14 septembre 1981 à Memphis. Il est considéré comme étant le premier guitariste à avoir joué avec un bottleneck.

## Biographie

### Jeunesse
Walter Lewis naît à Greenwood, Mississippi, et grandit à Memphis. Ses camarades de classe le surnomment « Furry ». Durant son enfance, il se bricole une guitare en utilisant une boîte de cigares. En 1916, Lewis est victime d'un accident de train et est amputé de la jambe droite. Il gagne sa vie en devenant musicien professionnel,. Lewis prend part à des spectacles ambulants et se produit dans les rues. Son répertoire comporte du country blues et de la musique folk.

### Carrière
Lewis commence sa carrière discographique à Chicago dans les années 1920. Le guitariste enregistre 23 titres pour Vocalion Records et le label Victor entre 1927 et 1929. Il abandonne la musique durant la Grande Dépression,. Lewis ouvre un magasin d'antiquités, est employé par la ville de Memphis en tant que nettoyeur de rue, et se contente de jouer de la guitare pour ses proches.
En 1959, l'ethnomusicologue Samuel Charters, à la recherche de musiciens d'avant-guerre, retrouve Furry Lewis et lui permet de retourner en studio. Il enregistre un album édité par Folkways Records. Durant le revival folk-blues des années 1960, le guitariste enregistre deux nouveaux albums pour le label Prestige et remonte sur scène, tout en restant employé par la ville de Memphis.
Au cours des années 1970, Furry Lewis joue avec des musiciens comme Don Nix (en) et Leon Russell. Un portrait du guitariste est publié dans le magazine Playboy. Il apparaît dans le film W.W. and the Dixie Dancekings de John G. Avildsen et dans des shows télévisés comme le Tonight Show présenté par Johnny Carson,. Les Rolling Stones l'engagent pour assurer leur première partie lors d'un concert donné à Memphis durant leur tournée américaine de 1978.
Furry Lewis est élu au Blues Hall of Fame en 2012, et au Memphis Music Hall of Fame en 2014.

## Style musical et influences
Furry Lewis s'intéresse au blues grâce à des musiciens comme Gus Cannon, qu'il découvre lors de son enfance au Mississippi. Lewis chante les personnages du folklore américain comme John Henry et Casey Jones. Le guitariste joue en slide, avec un bottleneck. Il pratique également le finger-picking.
Furry Lewis fait partie des musiciens ayant influencé Bob Dylan. En 1976, Joni Mitchell lui rend hommage sur le titre Furry Sings the Blues.

## Discographie

### Albums
- 1960 : Furry Lewis (Folkways Records)
- 1961 : Back on My Feet Again (Prestige)
- 1961 : Done Changed My Mind (Prestige)

### En concert
- 1971 : Live at the Gaslight (Ampex)

### Compilation
- 1992 : Shake 'Em on Down (Fantasy Records)